# Ingvar Hirdwall
Lars Ingvar Hirdwall (født Eriksson 5. december 1934 i Stockholm, død 6. april 2023 sammesteds) var en svensk skuespiller, kendt for sine roller i tv-serier som Kejseren af Portugalien (hovedrolle som "Jan i Skrolycka") og i Beck, hvor han spillede Martin Becks rødhårede nabo i etageejendommen.
Hirdwall har gennem sin lange karriere spillet adskillige roller på såvel film som tv, men også i teatersammenhænge, især på Stockholms stadsteater. Mange af hans filmroller er instrueret af Lars Molin og Bo Widerberg. Privat var Ingvar Hirdwall gift med skuespilleren Marika Lindström.

## Biografi
Hirdwall voksede op i et arbejderhjem i Norra Ängby (på Hirdvägen), i et af de typiske ejerboligshuse i Bromma. Han gik ud af folkeskolen som femtenårig, var elektriker i fem år og begyndte derefter at studere på Teaterhögskolan i Göteborg.
I 1976 spillede Ingvar Hirdwall morderen i noir-thrilleren Manden på taget, hvori kriminalkommissær Martin Beck (Carl-Gustaf Lindsted) optræder. Mange år senere medvirkede han som førnævnt igen i en rolle sammen med Martin Beck, der denne gang spilledes af Peter Haber.
I 2003 blev Hirdwall tildelt en Guldbagge for bedste mandlige birolle for filmen Hvis jeg vender mig om, samt i 2004 med Svenska Akademiens teaterpris. I sommeren 2006 spillede Hirdwall, sammen med sin kone, i Ibsens Peer Gynt på scenen i teaterladen i Sunne, og i efteråret 2006 havde han hovedrollen i Stockholms stadsteaters opsætning af Harold Pinters værk Hjemkomsten.

### Familie
Ingvar Hirdwall er far til filminstruktøren Jacob Hirdwall og skuespilleren Agnes Hirdwall.

## Priser og anerkendelser
- 1981 – Guldbaggen for bedste mandlige hovedrolle (i Barnets ø)
- 1993 – Svenska Dagbladets Thaliapris
- 2002 – Gösta Ekman-stipendiet
- 2003 – Guldbaggen for bedste mandlige birolle (i Hvis jeg vender mig om)
- 2003 – Expressens teaterpris
- 2004 – Svenska Akademiens teaterpris
- 2005 – Litteris et Artibus
- 2006 – Teaterförbundets guldmedalje for en "ekstraordinær kunstnerisk gerning"

## Filmografi

### Film (udvalg)
- 2015 - Miraklet i Viskan – Halvar
- 2009 - Mænd der hader kvinder – Dirch Frode
- 2006 - Offside – Boston
- 2006 - Den enskilde medborgaren – Gunnar Bergström
- 2005 - Mund mod mund – John
- 2004 - Ejendomsforvalteren – Davies
- 2003 - Mamma pappa barn – Roland
- 2003 - Miffo – Karl Henrik (ældre præst)
- 2003 - Hvis jeg vender mig om – Knut
- 2001 - Den skjulte skat – lægger stemme til som tegnefilmsdubber
- 2000 - På Europaväg 6 (kortfilm) – Gunnar
- 1998 - Den tatuerade änkan – Egon Andersson
- 1997 - En kvinnas huvud – Düber
- 1997 - Tartuffe – hycklaren – Kongen
- 1996 - Ett sorts Hades – den gamle mand
- 1996 - Potatishandlaren – Johansson
- 1996 - Juloratoriet – Edman
- 1995 - Mördande intelligens (kortfilm) – medvirkende
- 1995 - Pensionat Oskar – mand i slåbrok
- 1994 - Onkel Vanja – Teljegin
- 1992 - Long Weekend – Sven
- 1990 - Honungsvargar – Axel (faderen til Mignon)
- 1989 - 1939 – Olof (Annikas far)
- 1989 - Miraklet i Valby – Petras far
- 1986 - Kunglig toilette – restaurantejer
- 1986 - Fläskfarmen – Monty
- 1985 - Det är mänskligt att fela – Uno
- 1984 - Manden fra Mallorca – Fors (kollega til Berg)
- 1983 - Bjerget på månens bagside – Gustaf Edgren
- 1983 - Savannen – operatør
- 1983 - Midvinterduell – Egon Lundin
- 1982 - Pelikanen – Mågen
- 1982 - Dom unga örnarna – Gunnar
- 1981 - Som enda närvarande – Kevin
- 1980 - Et drømmespil – Plakatopklæberen
- 1980 - Rød og sort – medvirkende
- 1980 - Barnets ø – Stig Utler (ambulancefører)
- 1980 - Jackpot – Sven (chefen for flyttefirmaet)
- 1980 - Nattvandraren – medvirkende
- 1978 - Rikedom – John
- 1976 - Manden på taget – morderen (manden på taget)
- 1974 - Sanna kvinnor – medvirkende
- 1974 - Gustav III – Horn
- 1973 - Förlorarna – medvirkende
- 1972 - Sandlådan (filmmusical) – medvirkende
- 1971 - Spelaren – Fredriksson
- 1965 - Jomfrutro og dobbeltmoral – Jens Mattsson
- 1965 - Mitt arv efter morbror (kortfilm) – medvirkende
- 1963 - Ravnekvarteret – Sixten
- 1963 - Min kära är en ros – Pajen (bandemedlem)
- 1962 - Trängningen – Fredriksson

### Tv- og filmserier (udvalg)
- 2023 - Beck – Quid Pro Quo – Martin Becks nabo (naboen)
- 2022 - Beck – Dødsfælden – naboen
- 2022 - Beck – Den grædende politibetjent – naboen
- 2022 - Beck – 58 minutter – naboen
- 2022 - Beck – Rage Room – naboen
- 2021 - Beck – Et nyt liv – naboen
- 2021 - Beck – Den fortabte søn – naboen
- 2021 - Beck – Døden i Samarra – naboen
- 2020 - Beck – Ingen tvivl – naboen
- 2020 - Beck – Undercover – naboen
- 2018 - Beck – Djævelens advokat – naboen
- 2018 - Beck – Uden hensigt – naboen
- 2018 - Beck – På tynd is – naboen
- 2018 - Beck – Dit eget blod – naboen
- 2016 - Beck – Den sidste dag – naboen
- 2016 - Beck – Vejs ende – naboen
- 2016 - Beck – Steinar – naboen
- 2016 - Beck – Gunvald – naboen
- 2015 - Beck – Sygehusmordene – naboen
- 2015 - Beck – Invasionen – naboen
- 2015 - Beck – Familien – naboen
- 2015 - Beck – Rum 302 – naboen
- 2013 - Wallander – Den urolige mand – Lundberg
- 2010 - Beck – Levende begravet – naboen
- 2009 - Beck – I stormens øje – naboen
- 2009 - Stormen – Bernt
- 2007 - Beck – I Guds navn – naboen
- 2007 - Beck – Det stille skrig – naboen
- 2007 - Beck – Det svage led – naboen
- 2007 - Beck – Det japanske shungamaleri – naboen
- 2006 - Beck – Advokaten – naboen
- 2006 - Beck – Gribben – naboen
- 2006 - Beck – Pigen i jordhulen – naboen
- 2006 - Beck –Skorpionen – naboen
- 2006 - Möbelhandlarens dotter – Paul Martinsson (den ældre)
- 2005 - Deadline Torp – Birger Johansen
- 2001 - Beck –Sidste vidne – naboen
- 2001 - Beck – Drengen i glaskuglen – naboen
- 2001 - Beck –Annoncemanden – naboen
- 2001 - Beck – Ukendt afsender – naboen
- 2001 - Beck – Enspænderen – naboen
- 2001 - Beck – Kartellet – naboen
- 2001 - Beck – Manden uden ansigt – naboen
- 2001 - Beck – Hævnens pris – naboen
- 2001 - Anderssons elskerinde – Erik (far til Andersson)
- 1999 - Ivar Kreuger – Statsminister Ekman
- 1998 - Skærgårdsdoktoren – Ewe
- 1998 - Beck –The Money Man – naboen
- 1998 - Beck – Øje for øje – naboen
- 1998 - Beck – Hvide nætter – naboen
- 1997 - Beck – Spor i mørket – naboen
- 1997 - Beck – Monstret – naboen
- 1997 - Beck – Pensionat Perlen – naboen
- 1997 - Beck – Manden med ikonerne – naboen
- 1997 - Beck – Lokkeduen – naboen
- 1997 - Emma åklagare – Ivan Josefsson
- 1996 - Torntuppen – Johan From
- 1996 - Zonen – Erik Lagerlöf
- 1993 - Nissemaskinen (julekalender) – Pettson
- 1992 - Kejseren af Portugalien – Jan i Skrolycka (faderen)
- 1992 - Kvällspressen – Sockander (chefredaktør)
- 1989 - Tre kärlekar – Egon Nilsson
- 1987 - Ondskans år – Dr. Herbert Ahlström
- 1986 - Sammansvärjningen – Nils Henric Liljensparre
- 1985 - Korset – politiinspektør Jörgen Wennström
- 1985 - Strindberg – et liv – ansat på Dagens Nyheter
- 1983 - Mäster Olof – Gert Bogtrykker
- 1981 - Babels hus – Bernt Svensson
- 1981 - Drottning Christina – Axel Oxenstierna
- 1979 - Godnatt, jord – Sackéus
- 1978 - Hedebyborna – Skomager-Ludde
- 1977 - Hammarstads BK – træneren
- 1976 - Engeln – Arvid
- 1972 - Ett nytt liv – Rolf
- 1965 - Farlig kurs – Ulf